# Židovka z Toleda
Židovka z Toleda (1955) je historický román německého spisovatele Liona Feuchtwangera, popisující soužití Židů, křesťanů a muslimů v středověkém Španělsku. Přímým námětem k napsání „Židovky z Toleda“ byl Lionu Feuchtwangerovi proslulý milostný příběh kastilského krále Alfonsa a židovské dívky Raquel, dcery králova ministra.

## Děj

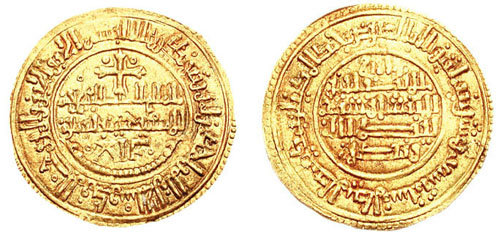
Zlatý maravedí Alfonse VIII.

Španělsko ovládané křesťanskými Vizigóty dobyli muslimové, kteří povznesli zemědělství, obchod a kulturu. Dokonce dali volnost židovskému náboženství. Vizigóti jsou vytlačeni do severního Španělska, ale i nadále vedli boje s muslimy. V průběhu dalších staletí se jim daří dobýt polovinu poloostrova nazpět, proto si muslimové zavolají na pomoc své bojovné bratrance z Afriky, aby ubránili zbytek své říše. Volnost ve víře tím končí. Mnoho Židů odchází bez majetku do křesťanského Španělska nebo přestupuje k islámu.
Tím začíná příběh Ibrahima ze Sevilly, který byl jako malý chlapec židovskou rodinou ponechán v muslimském Španělsku. Bohatý vážený kupec Ibrahim se řídí islámskými zvyky, ale srdcem je stále Žid ze slavného rodu Ibn Ezra. Panovník jako jeho přítel mu jeho víru toleruje. V křesťanské Kastilii vládne Alfonso VIII., který stále vede marné boje s muslimy. Při jedné prohrané bitvě mu vládce muslimů na radu Ibrahima navrhne osmileté příměří.
Ibrahim očekávající další Svatou válku opouští Sevillu a odchází i se svou dcerou Rachel, synem Alazarem a se svým služebnictvem do křesťanského Toleda, kde smí vyznávat svoje židovství. Uzavírá s králem dohodu, že mu tento výměnou za půjčku obrovské částky peněz učiní svým rádcem. Ibrahim, který po konverzi přijal jméno Jehuda Ibn Ezra, se zabydlí v paláci svých předků Castillo Ibn Ezra, který před jeho příchodem byl v držení baronů z rodu Castro. V Toledu si postupně získá mnoho přátel i nepřátel. Ani sám král mu zcela nevěří a stále mu zazlívá příměří, které na jeho radu uzavřel. Jehudovým cílem je udržet mír v zemi a bránit tak židy, stejně tak, jako jeho předkové.

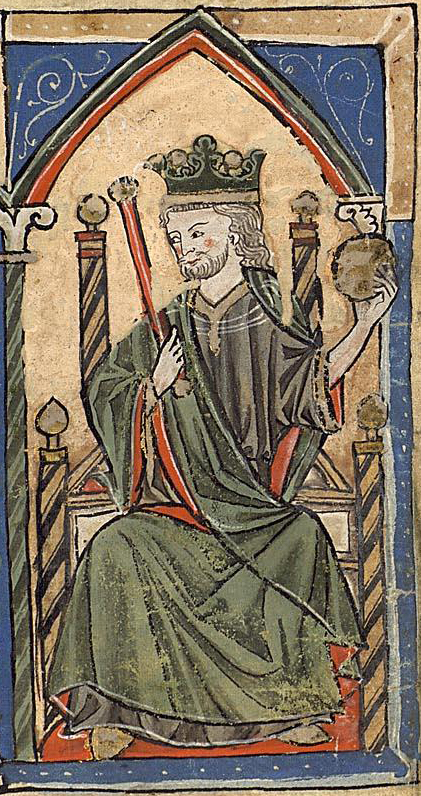
Alfonso VIII.

Král Alfonso však prahne po boji. Baroni Castro, kteří jsou pod ochranou Aragonie, vyvolávají v zemi nepokoje. Alfonso tedy zvažuje možnost na ně zaútočit, ale tím by poštval na sebe Aragonii. Jeho bratranec, aragonský král, umírá a na jeho trůn nastupuje Alfonsův obdivovatel, synovec Pedro. Alfonsova žena Leonor, dcera anglického krále Jindřicha II., doufala, že se Pedro ožení s některou z jejich dcer a tím se spojí obě země. Tyto plány však hatí Alfonso tím, že lstí Pedra nechá při jeho pasování na rytíře přísahat lenní poslušnost Aragonie Kastilii. Na této oslavě se také setkává král poprvé s dcerou Žida Jehudy Rachel a s jeho synem Alazarem. Alazar touží být rytířem a je velkým obdivovatelem krále, proto se později obrací na křesťanství a to Alfonsa mile potěší. Rachel však setrvává ve své židovské víře a svojí neústupností krále popudí. Alfonsův problém, kdo bude jeho následníkem, se záhy vyřeší – Leonoře se narodí syn. Král ale nemůže zapomenout na Židovku a chce, aby se stala jeho milenkou. Nechává pro ni opravit muslimský palác La Galiana a tam s ní dlouhou dobu pobývá. Vzájemně do sebe zamilováni žijí spokojeně navzdory nepřízni okolí. Mezitím však propukne očekávaná Svatá válka a Alfonso je nucen se svými rádci odjet do Burgosu za Leonorou vyjednat mír s Aragonií, aby mohli společně jít do války. Nedohodnou se však a navíc během jeho pobytu u ženy umírá malý následník. Alfonso dospěje k přesvědčení, že je to trest za jeho soužití se Židovkou, proto je rozhodnut nemanželský vztah ukončit. Avšak při návratu do Galiany zjišťuje, že Rachel s ním čeká dítě a proto své rozhodnutí ji opustit radikálně mění.
Při Svaté válce útočili křesťané nejen na muslimy, ale i na Židy. Proto žádají franští Židé Jehudu o umožnění přistěhování do Kastilie. Po dlouhém naléhání král Alfonso svolil. Alfonso nemohl déle nezúčastněně přihlížet válce. Proto se nakonec s pomocí Leonořiny matky (Eleonora Akvitánská, manželka Jindřicha II.) Aragonie a Kastilie dohodly. Z obavy z nebezpečí nechal Jehuda svého vnuka ukrýt na neznámé místo, kde by ho nikdo nenašel. Hrdý král dohodu s Aragonií opět nedodržel a zaútočil sám na muslimy, jeho tažení tak ovšem velice rychle vedlo k prohře. Mnoho lidí padlo v boji, mezi nimi i Jehudův syn Alazar.
Lidé v Toledu dávali prohru za vinu Jehudovi a Rachel a vylévali si zlost na všech Židech. Královna ze žárlivosti dala rozkaz baronu Castrovi, aby zabil Jehudu i Rachel. Castro s pobouřenými lidmi města úkol splnil. Královna doufala, že se její vztah s králem urovná, když už nebude mít svoji lásku, ale zmýlila se; král královně smrt své milované neodpustil. Z křesťanské části se muslimové stáhli kvůli neshodám v jejich zemi a s Kastilií byl uzavřen mír.